# Девизни курс
Девизни курс у финансијама представља стопу по којој се једна валута мења за другу валуту. Девизни курс се такође сматра вредношћу валуте једне земље у односу на валуту друге земље. На пример, међубанкарски курс од 114 јапанских јена у америчким доларима значи да ће се износ од 114 јапанских јена заменити за 1 амерички долар, тј. да ће се 1 амерички долар заменити за износ од 114 јапанских јена. У овом случају, цена америчког долара у односу на јапански јен је 114 јапанских јена, тј. цена јапанског јена у односу на амерички долар је 1/114 америчких долара.
Девизни курсеви се одређују на девизном тржишту, које је отворено за широки спектар различитих типова купаца и продаваца. На њему је трговина валутама непрекидна: 24 часа дневно, осим викендом, тј. трговина валутама почиње у недељу у 20:15 и завршава се у петак у 22:00 . Промптни девизни курс односи се на тренутни девизни курс. Термински девизни курс се односи на девизни курс који се котира и тргује данас, али за испоруку и плаћање на одређени датум у будућности.
Трговци новцем котирају различите куповне и продајне стопе на малопродајном девизном тржишту. Већина размена су из локалне валуте у неку другу или нека друга валута у локалну валуту. Куповна стопа је стопа по којој трговци новцем купују страну валуту, а продајна стопа је стопа по којој они продају ту валуту. Одређене вредности стопа ће укључити накнаду за маржу (профит) трговца у размени, или се маржа враћа у облику провизије или на неки други начин. Различите стопе могу такође бити котиране за кеш, документарну форму или могу бити котиране електронски. Виша стопа на документарним трансакцијама оправдана је као накнада за додатно време и трошкове чишћења документа. Са друге стране, кеш је одмах доступан за поновну продају, али он доноси трошкове осигурања, складиштења и транспорта, као и трошкове везивања капитала у залихама новчаница (рачуна).

## Малопродајно девизно тржиште
Валуту за међународни саобраћај и плаћања преко границе претежно купују банке, стране девизне брокерске куће и различити облици мењачница. Ови малопродајни објекти имају валуту са међубанкарских тржишта, које Банка за међународна поравнања вреднује на 5,3 трилиона америчких долара дневно. Куповина се врши по промптном уговореном курсу. Малопродајни корисници ће се задужити у облику провизије или на неки други начин да би се покрили трошкови снабдевача и да би остварили профит. Један облик наплате је употреба девизног курса који је мање повољан од промптног велепродајног курса. Разлика између малопродајних куповних и продајних цена односи се на распон понуде и тражње.

## Котирања
Постоји тржишна конвенција која одређује која је валута фиксна, а која варијабилна. У већини делова света, редослед је следећи: EUR – GBP – AUD – NZD – USD – остале. Дакле, приликом конверзије EUR у AUD, EUR је фиксна валута, AUD је варијабилна валута, а девизни курс указује на то колико ће аустралијских долара бити плаћено или примљено за 1 евро. Кипар и Малта, које су котиране као основа према USD и другим валутама, недавно су уклоњене са ове листе када су се придружиле Еврозони.
У неким деловима Европе и на малопродајном девизном тржишту у Великој Британији, EUR и GBP су обрнуте тако да је GBP котирана као фиксна валута према евру. Да би се одредило која је валута фиксна када ниједна валута није на горњој листи (тј. обе валуте су „друге“), потребно је према тржишној конвенцији користити фиксну валуту која даје девизни курс већи од 1.000. Ово смањује проблеме заокруживања и потребу за коришћењем превеликог броја децимала. Постоје изузеци од овог правила, нпр. Јапанци често котирају своју валуту као основу према осталим валутама.
Котирање које користи домаћу валуту земље као ценовну валуту познато је као директно котирање или ценовно котирање (из перспективе те земље). Нпр. 0.8989 EUR = 1.00 USD у Еврозони и користи се у већини земаља.
Котирање које користи домаћу валуту земље као јединичну валуту (нпр. 1.11 USD = 1.00 EUR у Еврозони) познато је као индиректно котирање или квантитативно котирање и користи се у дневним новинама Велике Британије; а такође је често и у Аустралији, на Новом Зеланду и у Еврозони.
Користећи директно котирање, ако домаћа валута јача (тј. цени се или постаје значајнија), онда се девизни курс смањује. Насупрот томе, ако страна валута јача, а домаћа валута постаје мање значајна, онда девизни курс расте.
Тржишном конвенцијом, од почетка 80-их година до 2006. године, одређено је да се већина парова валута котира највише на 4 децимале за данашње послове и највише на 6 децимала за терминске уговоре или своп послове. („цена каматне стопе“ се обично користи као назив за 4. децимално место.) Изузетак од овог правила су девизни курсеви са вредношћу нижом од 1.000 које се обично котирају на 5 или 6 децимала. Иако не постоји устаљено правило, девизни курсеви који су већи од 20 обично се котирају на 3 децимале, а девизни курсеви већи од 80 се котирају на 2 децимале. Валуте изнад 5000 обично се котирају на цео број без децималних места (на пример бивша турска лира) нпр. (GBPOMR : 0.765432 - : 1.4436 - EURJPY : 165.29). Другим речима, котирања су дата са 5 цифара. Када су стопе испод 1, котирања често укључују 5 децимала.
Барклејс Кепитл је 2005. године прекинуо конвенцију тако што је котирао данашње девизне курсеве на 5 или 6 децимала на својој платформи за електронску трговину. Контракција маржи (разлика између стопа понуде и тражње) засигурно је захтевала финије цене и дала је могућност банкама да покушају и добију трансакције на платформама за трговање са више банака, где све банке иначе могу котирати исту цену. Одређен број банака следи овај систем.

## Режим девизног курса
Свака земља одређује режим курса који ће се примењивати за њену валуту. На пример, валута може бити флуктуирајућа, фиксирана (фиксна) или хибридна.
Ако је валута флуктуирајућа, дозвољено је да њен курс варира у односу на друге валуте и одређен је тржишним снагама понуде и тражње. Курсеви за такве валуте ће се вероватно мењати стално како је наведено на финансијским тржиштима, углавном од стране банака, широм света.
Покретни или регулисан учвршћен систем је систем фиксних девизних курсева, али са резервисањем за ревалоризацију (обично девалвацију) валуте. На пример, између 1994. и 2005. године, кинески ренминби (РМБ) био је везан за амерички долар - 8.2768 РМБ је 1 $. Кина није била једина земља која је то учинила; после Другог светског рата до 1967. године, западноевропске земље су задржале фиксни курс са америчким доларом позивајући се на Бретонвудски споразум/систем. Али тај систем је морао бити напуштен у корист плутајућих тржишних режима услед тржишних притисака и шпекулација према речима председника Ричард М. Никсона у говору 15. августа 1971., познатим као Никсон Шок.
Ипак, неке владе настоје да задрже своју валуту у уском опсегу. Као резултат тога, валуте постају прецењене или потцењене, што доводи до прекомерних трговинских мањкова или вишкова.

## Класификација девизног курса
Из перспективе девизног трговања банака
- Куповни курс : Позната и као куповна цена, то је цена коју девизна банка користи за куповину девиза од купца. Уопштено гледано, девизни курс за који се страна валута конвертује у мањи број домаћих валута је куповни курс, што указује на то колико је домаћих валута потребно за куповину одређене количине девиза.
- Продајни курс: Позната и као продајна цена у страној валути, односи се на девизни курс који банка користи за продају девиза купцима. То указује на то колико домаћу валуту треба надокнадити ако банка прода одређену количину девиза.
- Средњи курс: Просечна цена понуде и тражње. Често се користи у новинама, часописима или економској анализи.

Према дужини испоруке након девизних трансакција
- Спот (промптни) курс: Односи се на девизни курс девизних трансакција. Девизна трансакција се завршава са испоруком и плаћањем који се обављају најкасније другог радног дана од дана када се трансакција завршила. Девизни курс који се обично котира на девизном тржишту се генерално назива промптни курс, осим ако то посебно не означава термински девизни курс (форвард курс).
- Термински девизни курс (форвард): Да би се испоручио у одређеном временском периоду у будућности, али пре тога, купац и продавац ће склопити споразумни уговор. Када дође датум испоруке, обе споразумне стране ће извршити трансакцију по курсу и износу резервације. Терминско девизно трговање је трансакција заснована на терминима, што се јавља као последица различитог времена потребног купца девиза за девизна средства и увођења девизног ризика. Термински курс се базира на промптном девизном курсу, који је представљен “премијом”, “попустом” и “паритетом” спот курса.

Према методи одређивања курса
- Основни курс : Обично се бира кључна конвертибилна валута која се најчешће користи у међународним економским трансакцијама и представља највећи део девизних резерви. Упоређује се са валутом земље и одређује се курс. Овај курс је основни курс. Кључна валута се обично односи на светску валуту, која се широко користи за одређивање цена, поравнање, резервну валуту, слободно конвертибилну и међународно прихваћену валуту.
- Укрштени курс: Након разраде основног курса, курс локалне валуте према другим страним валутама може да се израчуна путем основног курса. Резултат је укрштени девизни курс.

### Остале класификације
Према начину плаћања у девизним трансакцијама
- Курсна листа
- Брзина промета
- Потраживања

Према нивоу девизних контрола
- Званична стопа: Званични девизни курс је курс који је објавила државна управа. Обично их користе земље са строгим девизним контролама.
- Тржишна стопа: Тржишни курс се односи на реални курс за трговање девизама на слободном тржишту. Он се мења с променама услова понуде и тражње у страној валути.

Према међународном курсном режиму
- Фиксни девизни курс: То значи да је курс између валуте земље и валуте друге земље у основи фиксан, а флуктуација курса је веома мала.
- Пливајући девизни курс: То значи да монетарне власти неке земље не прописују званични девизни курс валуте земље у односу на друге валуте, нити има горњу или доњу границу флуктуације девизног курса. Локална валута је одређена односом понуде и тражње на девизном тржишту и слободна је за раст и пад.

Да ли је инфлација укључена
- Номинални девизни курс: курс који је званично објављен или продат, а који не узима у обзир инфлацију.
- Реални курс: Номинални девизни курс који елиминише инфлацију.

## Фактори који утичу на промену девизног курса
1. Платни биланс: Када земља има велики платнобилансни дефицит или трговински дефицит, то значи да је девизни прилив мањи од девизног одлива и тражња за девизама превазилази њену понуду, тако да девизни курс расте а валута депресира.
2. Висина каматне стопе: Каматне стопе су трошак или приход од позајмљивања капитала. Када земља повећа каматну стопу или је каматна стопа у земљи већа од каматне стопе у иностранству, то проузрокује прилив капитала и тиме повећава тражњу за домаћом валутом, омогућавајући јој да апресира док страна валута депресира.
3. Инфлација: Стопа инфлације расте, куповна моћ новца опада, домаћа валута депресира унутар земље, тада страна валута апресира. Ако обе земље имају инфлацију, валута у земљи са високом инфлацијом ће депресирати у односу на земљу са ниском инфлацијом. Последње представља релативну ревалоризацију претходног.
4. Фискална и монетарна политика: Иако је утицај монетарне политике, владе једне земље, на промене у девизном курсу индиректан, он је веома важан. Уопштено, велики дефицит у фискалним приходима и расходима, који је проузрокован експанзивном фискалном и монетарном политиком и инфлацијом, ће умањити вредност домаће валуте. Строга фискална и монетарна политика ће смањити фискалне трошкове, стабилизовати валуту и повећати вредност домаће валуте.
5. Предузетнички капитал: Ако шпекуланти очекују да ће одређена валута апресирати, они ће купити велику суму те валуте, што ће проузроковати да девизни курс те валуте порасте. Обратно, ако шпекуланти очекују да ће одређена валута депресирати, они ће продати велики износ те валуте, а девизни курс валуте ће непосредно да опадне. Шпекулације су важан фактор за краткорочне флуктуације девизног курса на девизном тржишту.
6. Интервенције владе на тржишту: Када флуктуације девизног курса на девизном тржишту негативно утичу на економију земље, размену или остваривање циљева одређене политике владе, кроз прилагођавање девизног курса, централна банка може учествовати у размени валута, куповини или продаји домаћих и иностраних валута у великим количинама на тржишту. Понуда и тражња за страном валутом утиче на промену девизног курса.
7. Економска снага земље: Уопштено, висока стопа раста није погодна за понашање домаће валуте на девизном тржишту у кратком року, али на дуже стазе она интензивно подржава тренд домаће валуте.

## Флуктуације у девизном курсу
Тржишни девизни курс ће се променити кад год се било која од две компоненте валуте промени. Валута постаје вреднија кад год је тражња за њом већа од понуде. Почеће да губи вредност када је тражња мања од понуде (ово не значи да људи више не желе новац, већ да своје богатство радије чувају у другачијој форми, могуће у другој валути).
Повећање тражње за валутом може бити услед повећања трансакционе тражње за новцем, или повећаном шпекулативном тражњом за новцем. Трансакциона тражња је у високој корелацији са нивоом пословне активности државе, бруто домаћим производом (БДП) и нивоима запослености. Што је већа стопа незапослености, то ће јавност мање трошити на робу и услуге. Централне банке најчешће имају мале потешкоће са усклађивањем понуде новца са променама у тражњи новца које настају као последица пословних трансакција.
Централној банци је много теже да усклади шпекулативну тражњу, на коју утиче тако што прилагођава каматне стопе. Шпекулант ће купити валуту ако је зарада (односно каматна стопа) довољно висока. Уопштено, што је виша каматна стопа земље, већа ће бити тражња за том валутом. Разматрало се да ли такве шпекулације могу да угрозе реални економски раст, поготову зато што велики шпекуланти могу намерно стварати притисак на валуту тако што ће је скраћивати како би натерали централну банку да купује сопствену валуту да би је одржала стабилном (када се то догоди, шпекуланти могу купити валуту након што депресира, затворити своје позиције и на тај начин остварити профит).
Девизни курс може озбиљно утицати на превознике који врше транспорт робе из једне земље у другу. Због тога већина превозника наплаћује посебну накнаду (ЦAФ) за случај таквих флуктуација.

## Куповна моћ валуте
Реални девизни курс је куповна моћ једне валуте у односу на другу, према тренутном курсу и ценама. Представља однос броја новчаних јединица валуте једне земље које су неопходне да би се купила одређена количина робе у другој земљи, након што се замени за валуту те друге земље на страном девизном тржишту, и броја новчаних јединица валуте које би биле неопходне да се набави иста та роба у датој земљи. Постоји више начина да се реални девизни курс израчуна.
Према томе, реални девизни курс једнак је производу девизног курса и односу цена потрошачких корпи добара у две земље. На пример, куповна моћ америчког долара у односу на куповну моћ евра једнака је цени евра у доларима (долар по евру) помноженог са ценом једне јединице потрошачке корпе у еврима (јединице добара у еврима), подељено са ценом потрошачке корпе у доларима (јединице добара у доларима) и одатле следи да је куповна моћ бездимензионална. Ово је девизни курс (изражен у доларима по евру) помножен са односом цена две валуте у погледу њихове куповне способности јединица потрошачке корпе (јединице добара у еврима подељене са јединицама добара у доларима). Када би било могуће сва добра продавати бесплатно ван државе њихове производње, и када би и страно и домаће становништво куповало идентичне животне намирнице, паритет куповне моћи (ПКМ) би се посматрао као девизни курс и БДП дефлатор (нивои цена) у две државе, а реални девизни курс би увек био једнак 1.
Стопа промене реалног девизног курса, у току времена, за евро наспрам долара једнака је стопи апресијације евра (позитивна или негативна стопа промене девизног курса долара у односу на евро) сабране са стопом инфлације евра и минус стопа инфлације долара.

## Еквилибријум и одступање реалног девизног курса
Реални девизни курс (РДК) представља номинални девизни курс установљен према односу цена домаћих и страних производа и услуга, чиме он одражава компетитивност једне државе у односу на остатак света. Прецизније, апресијација валуте или виши степен домаће инфлације повећава РДК, смањује компетитивност државе и вредност текућег рачуна (ТР). Са друге стране, депресијација валуте изазива супротан ефекат и унапређује ТР.
Постоји доказ да РДК генерално достиже стабилност на дужи временски период, као и да је овај процес бржи у малим и отвореним економијама које карактеришу фиксни девизни курсеви. За свако битније и трајније одступање РДК-а од његовог дугорочног стања еквилибријума, на дуже стазе, такозвано РДК одступање испоставило се да има негативан утицај на платни биланс државе. Прецењени РДК значи да је тренутни РДК изнад сопствене вредности еквилибријума, док се потцењени РДК односи на супротно. Посебно, када прецењеност РДК-а траје дуже то углавном представља прве знакове предстојеће кризе, због чињенице да држава постаје осетљива како на сумњиве нападе, тако и на кризу валуте као што се догодило на Тајланду током 1997. за време Азијске финансијске кризе. Са друге стране, продужени период РДК потцењености обично прави притисак на домаће цене, мењајући стимулацију за потрошњу код купаца, чиме се неправилно алоцирају ресурси између производних и непроизводних сектора.
Када дође до одступања РДК-а, нарочито до прецењености, то даље може довести до нарушавања стратегије развоја извоза једне државе; мерење стања еквилибријума РДК-а је одлучујуће за постављање правца политике. Нажалост, ову променљиву није могуће посматрати. Најчешће коришћен метод за процену стања еквилибријума РДК-а јесте општеприхваћена теорија паритета куповне моћи, према којој се претпоставља да је степен еквилибријума РДК-а константан у току времена. Ипак, еквилибријум РДК-а није фиксна величина имајући у виду да она прати тенденције основних кључних економских закона, попут различитих монетарних и фискалних политика или несразмерних потреса између једне земље и иностранства. Према томе, ПКМ доктрина је била озбиљан предмет расправе током година, с обзиром да она може сигнализирати природно кретање РДК-а у смеру новог еквилибријума као РДК одступање.
Почев од 1980-их година, у сврхе премошћавања ограничења које поставља овај приступ, многи аналитичари су покушали да пронађу неку замену за мерење еквилибријума РДК-а. Два најпопуларнија приступа у литератури из области економије јесу Фундаментални равнотежни девизни курс (ФРДК), којег је развио Вилијамс (1994), и Бихевиорални равнотежни девизни курс (БРДК), ког су најпре успоставили Кларк и Макдоналд (1998). ФРДК се ослања више на дугорочне факторе РДК-а пре него на краткорочне и периодичне, непроверене факторе. Према овом становишту, РДК је доследан макроекономској равнотежи, и окарактерисан достигнућима, како унутрашње тако и спољашње равнотеже у исто време. Унутрашња равнотежа се постиже када је степен производње у складу са пуном запосленошћу свих расположивих фактора производње и са ниском, стабилном стопом инфлације. Са друге стране, спољашња равнотежа подразумева да су стварна и будућа равнотежа благајне у складу са дугорочним, одрживим токовима нето капитала. Ипак, ФРДК се сматра нормативном мером РДК-а с обзиром да се заснива на „идеалним“ економским условима по питању унутрашње и спољашње равнотеже. Наиме, како је положај одрживог текућег рачуна дефинисан као величина која зависи од спољних утицаја, овај приступ се заиста много доводио у питање током времена. Насупрот томе, БРДК изискује економетријску анализу понашања РДК-а, разматрајући значајна одступања РДК-а од нивоа равнотеже паритета куповне моћи као последице промене у основним кључним економским законима. Према овом методу, БРДК је управо РДК који је резултат тога да су основни економски закони у стању еквилибријума. Даље је потпуно одступање РДК дато као подручје у коме се основни економски закони разликују од сопствених дугорочних вредности. Укратко, БРДК је општије становиште од ФРДК с обзиром да оно није ограничено само на дугорочни аспект, већ објашњава и периодична кретања РДК-а.

## Билатерални против ефективног девизног курса
Билатерални девизни курс укључује пар валута, док ефективни девизни курс представља просек неколико страних валута и може представљати мерило стране конкурентности једне државе. Номинални ефективни девизни курс(НЕДК) се рачуна као реципрочна вредност асимптотске вредности размена. Реални ефективни девизни курс представља номинални девизни курс умањен за стране цене, а повећан за домаће. У поређењу са номиналним ефективним девизним курсом рачунање БДП-а помоћу реалног ефективног девизног курса је више прихваћено узимајући у обзир феномен глобалних инвестиција.

## Паралелни девизни курс
У много држава постоји разлика између званичног девизног курса за дозвољене трансакције и паралелног девизног курса који одговара прекомерној тражњи ка страним валутама код званичног девизног курса. Ниво за који паралелни девизни курс премашује званични назива се паралелна премија.

## Непокривени каматни паритет
Непокривени каматни паритет(НКП) каже да апресијација или депресијација једне валуте према другој може бити неутрализована променом каматне стопе. Уколико би САД повећала каматну стопу, а Јапан не онда би амерички долар опао у односу на јапански јен за износ који се назива арбитража. Будући девизни курс је рефлектован у терминском девизном курсу одређеним данас. На пример, термински девизни курс за долар каже да је на минимуму, јер купује мање јена пo терминској стопи него пo прометној. За јен се каже да је на врхунцу.
НКП није функционисао после 1990-их. Супротно теорији, валуте са високом каматном стопом су доживеле апресијацију пре него депресијацију, као награду за спречавање инфлације и високо новчане добити.

## Модел плаћања
Модел плаћања тврди да су страни девизни курсеви у стању равнотеже ако формирају стабилан текући рачун. Држава са трговинским дефицитом ће осетити смањење у њеним девизним резервама, што умањује вредност њене валуте. Јефтинија валута чини национална добра јефтинијим на страним тржиштима, док увоз чини скупљим. Након прелазног периода, увоз ће бити приморан да се смањи, а извоз да се повећа, на овај начин се стабилизује спољно трговински баланс и валута се помера ка равнотежи.
Као паритет куповне моћи модел плаћања се углавном базира на производима и услугама, игноришући повећање улоге глобалног новца у оптицају. Другим речима, новац не јури само производе и услуге, већ на већем нивоу, и финансијска потраживања као што су хартије од вредности и менице. Њихов ток иде у капитални конто платног биланса, на овај начин се уравнотежује дефицит на текућем рачуну. Повећање у кретању капитала даје ефективно повећање у моделу тржишне имовине.

## Модел вредновања капитала
Повећање обима размене финансијских средстава(обвезница и акција) је захтевало преиспитивање његовог утицаја на тржиште. Економске варијабле као што су економска раст, инфлација и продуктивност више нису једини покретачи девизног кретања. Проценат девизних трансакција, који проистиче из спољно трговинских размена финансијских средстава је релативно мали обим девизних трансакција остварених трговином робом и услугама.
Приступ вредновања капитала посматра валуте као цену капитала којим се тргује на тржишту финансија. Сходно томе, валуте све више показују корелацију са другим вредностима, посебно са акцијама.
Као на берзи, новац може бити зарађен(или изгубљен) разменом од стране инвеститора или шпекуланата на девизном тржишту. Валутама се може трговати на прометном тржишту или на тржиштима девизних опција. Прометно тржиште представља тренутне девизне курсеве, а опције су деривати девизних курсева.

## Манипулација девизним курсевима
Држава може имати предност у међународним разменама ако контролише тржиште своје валуте како би је држала на ниском нивоу, обично централном банком учествује на отвореним тржишним операцијама на девизном тржишту. На почетку 21. века могло се јасно уочити да је Кина то радила у дугом периоду.
Друге државе, укључујући Јапан, Бразил, Исланд и друге су држале цене својих валута ниско како би смањили трошак извоза и на тај начин ојачале своју економију. Нижи девизни курс смањује цену државних добара за стране кориснике, али повећава цену увезених добара корисницима у државама са ниском ценом валута.
Генерално, извозници добара и услуга желе ниску цену својих валута, док увозници желе високу.